# Maurice Tillet
Pour les articles homonymes, voir Tillet.
Maurice Tillet, né le 23 octobre 1903 dans l'Oural, alors dans l'Empire russe, et mort le 4 septembre 1954 à Chicago aux États-Unis, est un catcheur professionnel et rugbyman français.
Connu sous le nom de scène The French Angel (l'Ange Français), Tillet était une affiche du milieu du catch dans les années 1940 et a été deux fois contacté pour agir en tant que champion du monde poids lourd par l'American Wrestling Association (AWA) dirigée par Paul Bowser à Boston.

## Biographie

### Enfance
Maurice Tillet naît dans les montagnes de l'Oural, dans l'Empire russe, de parents français. Son père (qui meurt lorsque Maurice est jeune) est ingénieur ferroviaire et sa mère, enseignante.
Enfant, Maurice Tillet avait une apparence tout à fait normale ; il était même surnommé « l'Ange », en raison de la régularité et de la douceur des traits de son visage. En 1917, à cause de la révolution russe, Maurice et sa mère quittent la Russie et arrivent en France, où ils s'installent à Reims. 
Lorsque Tillet a vingt ans, il remarque un gonflement de ses pieds, de ses mains et de sa tête. Un médecin lui diagnostique une acromégalie, maladie généralement causée par une tumeur bénigne de l'hypophyse, qui provoque un accroissement et un épaississement des os.

### Carrière

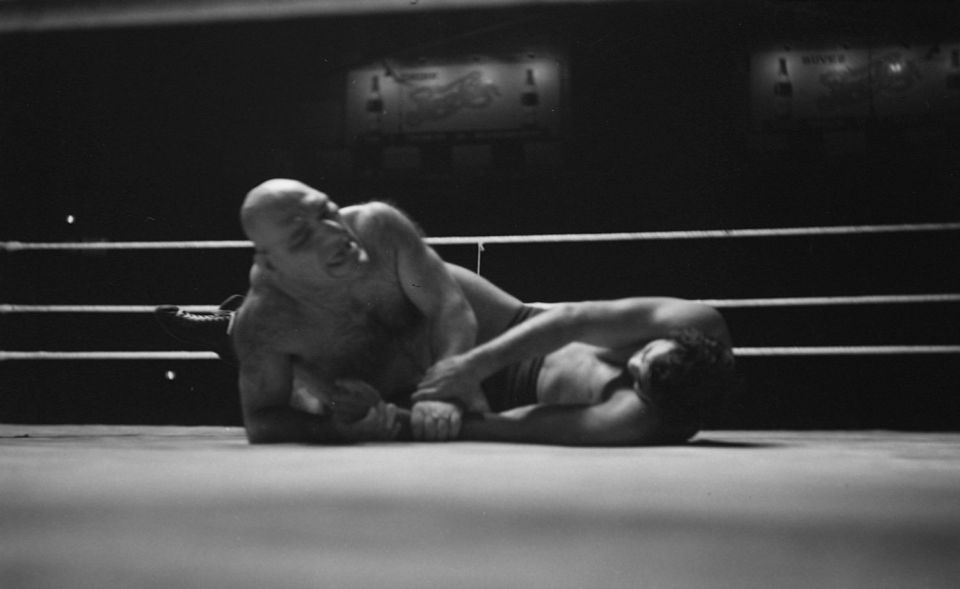
Maurice Tillet « The Angel » et Lou Thesz sur le ring.

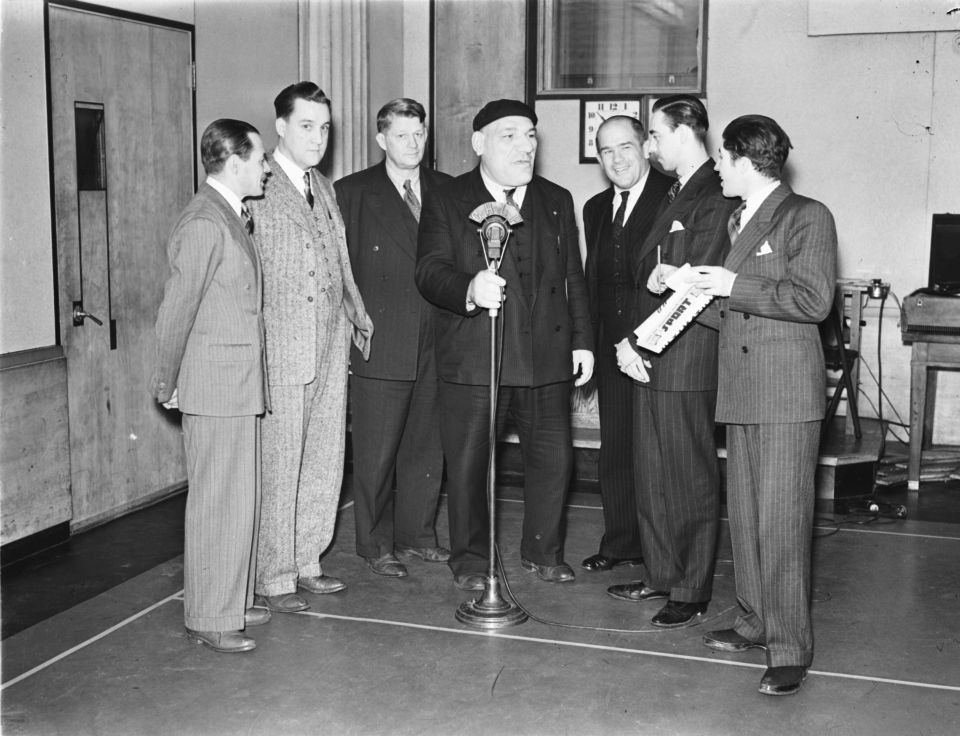
Maurice Tillet à Montréal en 1940.

Maurice Tillet voulait devenir avocat, mais son acromégalie l'en empêche. Il sert dans la marine française pendant cinq ans comme ingénieur.
Il se destinait à une carrière de poète ou d'acteur mais, sujet à de multiples railleries du fait de son physique, il a finalement cherché une activité correspondant à son apparence et émigre aux États-Unis où il devient catcheur professionnel. 
Surnommé « The freak ogre of the ring » en plus de son nom de scène, le « French Angel », le succès est immédiat et ses victoires nombreuses.
Il joue le rôle de champion du monde poids-lourds AWA de mai 1940 à mai 1942. Au début de 1942, il joue également le rôle de champion du monde des poids lourds basé à Montréal. Il réapparaît avec le titre à Boston pendant peu de temps en 1944.

### Mort
Maurice Tillet meurt le 4 septembre 1954 à Chicago à 50 ans, des suites de sa maladie. Sur son lit de mort, Bobby Managain, un champion de catch, obtint de Tillet l'autorisation de réaliser trois masques funéraires. L'un d'entre eux est aujourd'hui au York Barbell Museum (Weight Lifting Hall Of Fame) à York en Pennsylvanie, un autre à l'International Wrestling Museum dans l'Iowa, auquel il fut donné par Patrick Kelly qui garda le troisième.
Ses amis étaient peu nombreux ; parmi eux, Patrick Kelly, un homme d'affaires avec lequel il jouait aux échecs.

## Dans la culture populaire
Des rumeurs persistantes remontant au moins à 2007, soutiennent que Maurice Tillet aurait inspiré le personnage de l'ogre vert Shrek, de la série de films d'animation du même nom des studios DreamWorks. Cependant, le studio d'animation n'a jamais officiellement confirmé ni même commenté ces rumeurs.